# 오리카사 후미코
오리카사 후미코(일본어: 折笠 富美子 おりかさ ふみこ[*])는 일본의 성우이다. 도쿄도 출신.

## 내력
- 일본적 미인으로, 항간에서는 최지우를 닮았다고도 한다.
- 원래는 도쿄 배우 생활 협동 조합 소속이었으나, 2007년 3월 부로 아토믹 몽키로 이적했다.
- 언젠가는 무대로 돌아가리라는 강한 의지를 가진 연극 사랑인. 동료 성우인 토요구치 메구미, 카카즈 유미와 연극유닛 R*L을 결성하고 있다.
- 가창력도 뛰어나다는 평을 듣는다.

## 출연작

### TV 애니메이션
1999년
- GTO (후유츠키 아즈사)
- 레스톨 특수 구조대 (미아)

2000년
- 반드레드 (메이아 기즈본)
- 니아 언더 세븐 (코마츠 치아키)

2001년
- 체포하겠어 Second Season (와키바야시 세나)
- 원피스 (미스 발렌타인)
- 디지몬 테이머즈 (마키노 루키)
- 마법전사 리우이 (셀레시아)
- 피규어17 츠바사와 히카루 (시이나 히카루)
- 헬싱 (세리스 빅토리아)

2002년
- 쾌걸 근육맨 2세 (니카이도 링코)
- 아따맘마 (타치바나 미캉/오아리)
- 꼬마공주 유시 (베스)
- 라제폰 (김호월)
- 베리베리 뮤우뮤우 (이루카)
- 쵸비츠 (유즈키)
- 최종병기 그녀 (치세)
- 하이바네 연맹 (히카리)

2003년
- 내일의 나쟈 (실비 아르테)
- GAD GUARD (시노즈카 아라시)
- 스크랩드 프린세스 (파시피카 카슬)
- 우주의 스텔비아 (후지사와 야요이)
- 진월담 월희 (시엘 에레이시아)
- 카레이도 스타 (마리온)
- 금색의 갓슈벨!! (쉐리 벨몬트)
- 스트라토스 4 (키쿠하라 카린)
- 똑바로 가자 (와카츠키 이쿠코)

2004년
- 애거서 크리스티의 명탐정 포와로와 마플 (메이블 웨스트)
- 쾌걸 조로리 (엘제)
- 기동전사 건담 SEED DESTINY (메이린 호크)
- 쾌걸 근육맨 2세 ULTIMATE MUSCLE (니카이도 링코)
- 현란무답제 더 마즈 데이브레이크 (에스텔 아인 에스트라다)
- 사무라이7 (키라라)
- 블리치 (쿠치키 루키아)

2005년
- 딸기 마시마로 (마츠오카 미우)
- 진키 엑스텐드 (츠자키 아오바)
- 파니포니대쉬 (카타기리 히메코)
- 건퍼레이드 오케스트라 (호안 에스텔 바라)

2006년
- 은색의 오린시스 (아이리)
- 쾌걸 근육맨 2세 ULTIMATE MUSCLE2 (니카이도 링코)
- 서쪽의 착한 마녀 (피리엘 디)
- 소년음양사 (카자네)
- 천보이문 아야카시 아야시 (아토르)
- TOKKO 특공 (로쿠죠 사쿠라)
- 쓰르라미 울 적에 (치에 루미코)
- 코드기어스 반역의 를르슈 (셜리 페넷)

2007년
- 전뇌 코일 (야사코)
- 노다메 칸타빌레 (유이코)
- 은혼 (야규 큐베)
- 수신연무 (타키)
- 스컬맨 THE SKULL MAN (쿠로시오 마야)
- 데빌 메이 크라이 (레이디)
- 쓰르라미 울 적에 해 (치에 루미코)

2008년
- 드루아가의 탑 (카야)
- 뱀파이어기사 (히오 시즈카)
- 텔레파시 소녀 란 (오오하라 모모코)
- 코드기어스 반역의 를르슈 R2 (셜리 페넷)
- 햣코 (카게야마 토라코)
- 썬더일레븐 (키노 아키/유가을)
- 라이브온 카드리버 (코제리 아이)

2009년
- 강철의 연금술사 BROTHERHOOD (리자 호크아이)
- 코바토 (오키우라 사야카)

2010년
- 하트캐치 프리큐어! (타카키시 아즈사)

2011년
- 스위트 프리큐어♪ (미나미노 카나데/주아윤 (큐어 리듬))
- 썬더일레븐 GO (키노 아키, 이치노 나나스케, 나리타 켄야)
- 라스트 엑자일 -은빛 날개의 팜- (바산트)
- SKET DANCE (유우키 레이코)
- 나츠메 우인장 參 (村崎 (무라사키))

2012년
- 썬더일레븐 GO 크로노 스톤 (키노 아키/유가을, 이치노 나나스케, 스마일, 타스케, 시나 유이스)
- 쿠로코의 농구 (모모이 사츠키)
- 흑마녀 나가신다!! (쿠로토리 치요코)
- 초역 백인일수 우타코이 (중궁 테이시)
- 디지몬 크로스워즈 (마키노 루키)
- 토리코 (코료)
- 하나갓파 (이완)

2013년
- 썬더일레븐 GO 갤럭시 (키노 아키/유가을, 포와이 피쵸리)
- 다마고치! 꿈 키라 드림 (피아니치)
- 흑마녀 나가신다!! (티카)
- 서번트×서비스 (루시의 엄마)
- 절원의 템페스트 (사나)
- 다마고치! 미라클 프렌즈 (피아니치)
- 팔견전 -동방팔견이문- 2기 (카호)
- 미나미가 ~어서 와~ (이마코이의 여주인공)
- 명탐정 코난 (고스다 카오리) ※719화 엑스트라

2014년
- GO-GO 다마고치! (피아니치)
- 더 파이팅 Rising (유키)
- 포켓몬스터 XY (카르네)

2015년
- 비밀♥비밀의 에그엔젤 코코밍 (미시루/루루밍)

2018년
- 썬더일레븐 아레스의 천칭 (키노 아키/유가을)

2019년
- 썬더일레븐 오리온의 각인 (키노 아키/유가을)

### OVA
2005년
- 최종병기 그녀 OVA : Another Love Song(치세)

2006년
- 헬싱(세라스 빅토리아)

2007년
- 딸기 마시마로 OVA(마츠오카 미우)

2009년
- 딸기 마시마로 encore(마츠오카 미우)

### 극장판
2002년
- 천년여우(후지와라 치요코·소녀시절)

2003년
- 라제폰 다원변주곡(김호월)

2006년
- 극장판 동물의 숲(샐리)

2009년
- 레이튼 교수와 영원의 가희(미리나 위슬러)

2017년
- 극장판 에그엔젤 코코밍:푸르밍과 두근두근 코코밍 세계(미시루/루루밍)

2024년
- 기동전사 건담 SEED FREEDOM(메이린 호크)

### 게임
2002년
- 로맨스는 검의 빛II(에리스 로엘)

2003년
- 탐정 진구지 사부로 ~Innocent Black~(미소노 요코)
- 전뇌전기 버추얼 온 MARZ(제니퍼 포이즌)

2004년
- 탐정 진구지 사부로 ~Kind of Blue~(미소노 요코)
- 전뇌전기 버추얼 온 MARZ(제니퍼 포이즌)

2008년
- DaCapo II Plus Situaion(플로라 퀘이츠)

2009년
- SD건담 Ｇ제네레이션 워즈 (클레아 히스로 クレア・ヒースロー)
- 스트리트 파이터 IV (춘리)

2013년
- 다마고치! 셰이슌의 드림 스쿨 (피아니치)

### 드라마 CD
- 디지몬 테이머즈 메세지 인 더 패킷 (마키노 루키)
- 디지몬 테이머즈 스페셜 드라마 CD - Days, 정보와 비일상 (마키노 루키)